# Рані Джгансі (національний парк)
Національний морський парк Рані Джгансі розташований на Андаманських і Нікобарських островах у Бенгальській затоці. Він був заснований у 1996 році і займає 256 км2. Він вшановує Лакшмі Баї Рані Джгансі (1828-58). Він розташований на архіпелазі Річі і приблизно за 30 км від Порт-Блера. Він складається з коралових рифів та мангрових лісів. Найбільша пам'ятка парку — кажан-фруктоїд. Він відіграє важливу роль в екосистемі, оскільки запилює рослини та розсіює насіння.